# Tornês

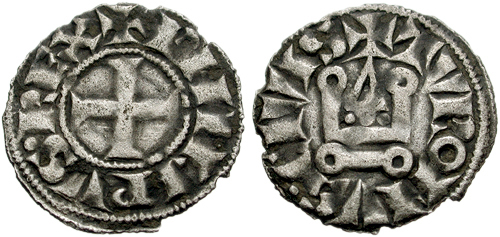
Tornês de Filipe II de França r.

Tornês (em italiano: tornese/tornesello; em francês: tournois) foi uma moeda de prata da Europa da Baixa Idade Média e começo da Idade Moderna que originou-se no sul do Reino da França. Seu nome deriva do dinheiro emitido em Tours (em francês: denier Tournois) pela Abadia de São Martinho antes da anexação de Turene por Filipe II (r. 1179–1223) em 1206. Após esta data, o tornês passou a ser cunhado por todo o Reino da França com um característico "castelo" estampado. Essa moeda seria imitada em larga escala pelos Estados francos dos Bálcãs e Grécia e pelo Império Bizantino entre meados do século XIII e meados do XIV.
O tornês também foi uma moeda corrente no Reino de Portugal durante o reinado de Dinis I (r. 1279–1321) e nela fora incorporada a Cruz de Avis e uma típica inscrição latina de louvação. Além disso, segundo os relato de viagem de Marco Polo, o Império Yuan utilizara uma moeda de prata semelhante ao tornês europeu.

## Estados francos e Império Bizantino

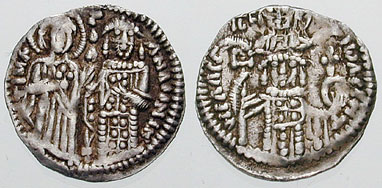
Estavrato do imperador (r. 1341-1376; 1379-1391)

O nome do tornês deriva do dinheiro emitido em Tours (em francês: denier Tournois) pela Abadia de São Martinho antes da anexação de Turene por Filipe II de França (r. 1179–1223) em 1206. Subsequentemente, torneses com um característico "castelo" (em francês: châtel Tournois) tornaram-se uma das principais moedas em circulação na França. Marco Polo referiu-se aos torneses em relatos de suas viagens à Ásia Oriente quando descreveu as moedas do Império Yuan; suas descrições foram baseadas na conversão de 1 besante = 20 groat = 1 3⁄133 torneses.
Imitações do tornês foram emitidas em larga escala pelos Estados francos dos Bálcãs e Grécia entre meados do século XIII e meados do XIV, de modo que o nome veio a ser aplicado por extensão às várias denominações com baixo teor de bilhão emitidas na República de Veneza, na área do mar Egeu e em Constantinopla, a capital do Império Bizantino, apesar de ser desconhecido o nome grego. Sabe-se que em Constantinopla, pelos anos 1330, 8 torneses foram computados como basílicos e outros 96 como hipérpiros. Segundo o livro de registro de João Badoer publicado entre 1436-1440, o estavrato, que à época era a denominação bizantina de prata padrão, equivalia a 96 torneses.

## Reino de Portugal
Sob o reinado de Dinis I de Portugal (r. 1279–1321) foram cunhadas duas moedas: o tornês, em prata, equivalente a 5,5 soldos, e o dinheiro, numa liga de bulhão, utilizada para cunhagem de moeda portuguesa desde a época de Afonso I (r. 1143–1185). O tornês dinisino apresentava a inscrição latina "Senhor, que fizeste os céus e a terra, sê o nosso auxílio" (em latim: Adiutorium nostrum in nomine domini que fecit celum et terram) e era decorado no anverso com uma cruz composta por cinco escudetes e, no verso, pela cruz dos Templários, cujo património no Reino de Portugal foi integrado na Ordem de Cristo, por iniciativa do mesmo soberano.